# Albatros de l'illa d'Amsterdam
L'albatros de l'illa d'Amsterdam (Diomedea amsterdamensis) és un gran ocell marí de la família dels diomedeids (Diomedeidae) que cria únicament a l'illa d'Amsterdam, a l'Índic Meridional. Va ser descrit per primera vegada l'any 1983, i considerat per alguns investigadors com una subespècie de l'albatros viatger. En la classificació de Congrés Ornitològic Internacional (versió 2.8, 2011) figura com una espècie. En època recent comparacions de l'ADN mitocondrial entre els albatros viatger, dels Antípodes, de Tristan i d'Amsterdam ha proporcionat l'evidència que aquest últim és una espècie separada.

## Hàbitat i distribució
Ocell d'hàbits pelàgics que cria només a l'illa d'Amsterdam, a una altura d'entre 500 a 600 m. Fora de l'època de cria no es coneix ben bé per on es dispersa, encara que s'han produït possibles albiraments a Austràlia i Nova Zelanda.